# Gil Vidal
Gil Vidal (Narbona, 19 de diciembre de 1931-París, 2 de agosto de 2014) fue un actor francés.

## Biografía
Gil Vidal nació en Narbona, hijo de Paul Vidal de Canillo, un empresario del vino y de frutas en conserva, y de la dentista Diva Deaumond. Deseaba ser artista, y con 10 años se fue a París a estudiar a la escuela de arte dramático y al conservatorio.
Antes de licenciarse, fue reclutado para participar en un documental en El Cairo que acabaría siendo Le Masque de Toutankhamon (1955) donde compartiría cartel con la cantante francesa Dalida. Un año después triunfaba con Marianne de ma jeneusse, su segunda película.
Sus éxitos no pasarían inadvertido en Hollywood y Carol Reed le propuso participar en la película Trapecio, con el personaje de Tino Orsini, el sucesor del personaje de Burt Lancaster como acróbata. Sin embargo, Vidal, no deseando dejar París en esos momentos, rechazó el papel. La vacante la ocuparía Tony Curtis, que aprovecharía el éxito de la producción para relanzar su carrera.
A pesar de su renunciar a la aventura estadounidense, fue uno de los rostros más populares de las pantallas europeas en los años 50, 60 y 70 y su carrera se alargó hasta 1985, con más de 30 películas a sus espaldas. En su larga trayectoria hizo de capellán, de romano, de policía, de galán, y de gánster, entre otros. Interpretó al amante de Annie Girardot en L'Homme aux clés d'or en 1956 y el prometido de Sophie Daumier en À pied, à cheval et en voiture en 1957.
En 1959 interpretó el papel del joven emperador Francisco José en la opereta Sissi en el Teatro Mogador. Los años 60 empezaron con el éxito Le magot de Josepa (1963), junto a la italiana Anna Magnani, que también supuso el cierre de su ciclo francés.
A partir de 1957, paralelamente a su carrera cinematográfica, dio sus primeros pasos en las fotonovelas, donde sus cualidades fotogénicas le predispusieron a papeles protagonistas. Aparece en particular junto a Marie-José Nat en «Notre amour est sans issues» publicado por la revista Lectures d'Aujourd'hui. 
Después de una etapa italiana, su trabajo se centraría a partir de 1970 en España, donde se convertiría en un habitual, aunque anteriormente en n 1963 ya había rodado en Madrid la superproducción Sherezade, con Anna Karina. Esta circunstancia laboral contribuyó en su interés por comprar un solar en Miami Playa. El director catalán Miquel Iglesias le introdujo en las películas de cine B de bajo presupuesto del cine español de la época de oro del cine de destape, junto a actrices como Nadiuska. Trabajó en La maldición de la bestia, junto a Paul Naschy, y su última película sería –en 1985– El lío de papá, con María Silva y una joven Eva Cobo. Durante su estancia en España también grabó discos, el más popular siendo Andorra canta. También intervino en algunas películas de televisión francesas, especialmente en el papel de Hugo Despenser el Joven en Les Rois maudits.

## Filmografía
- La Révoltée (1947) (sin acreditar)
- Bibi Fricotin (1951) - Un cliente del restaurante
- Le Masque de Toutankhamon (1954)
- Marianne de ma jeunesse (1954) - Manfred
- Avanzi di galera (1954)
- L'Homme aux clés d'or (1956) - Rémy Bellanger, un ladrón
- Charmants Garçons (1957) - Max, el gigoló
- Filles de nuit (1957) - Paul
- À pied, à cheval et en voiture (1957) - Paul de Grandlieu
- À pied, à cheval et en Spoutnik (1958) - Paul de Grandlieu
- Péché de jeunesse (1958) - Paul Belin
- Douze Heures d'horloge (1959) - Maurice de Tercy
- La Tricheuse (1961) - Martial
- Los amores de Hércules (1960) - Achille
- Trique, gamin de Paris (1962) - Gil
- Scheherazade (1963) - Thierry
- Le Magot de Josefa (1963) - El sacerdote
- La coda del diavolo (1964)
- Promesa sagrada (1964) - Renzo Tramaglino
- Presagio (1970)
- La maldición de la bestia (1975) - Larry Talbot
- Desnuda inquietud (1976) - Frank
- Queen Lear (1980) - El policía
- El lío de papá (1985) - Antonio Durán